# In My Time of Dyin’
In My Time of Dyin’ – tradycyjny, anonimowy utwór, rodzaj „bluesa gospelowego”, nagrany przez Boba Dylana na jego pierwszym albumie Bob Dylan w listopadzie 1961. Inne znane tytuły: „In My Dying Room”, „Jesus Is Making Up My Dying Bed”, „Jesus Goin’ to Make Up My Dying Bed”, „Jesus Gonna Make Up My Dying Bed”, „Jesus Is a Dying-Bed Maker” i „Well, Well”.

## Historia utworu
Utwór ten zawsze cieszył się sporą popularnością, czego dowodem jest to, że pojawiał się wśród najwcześniej nagrywanych pieśni.
- 3 grudnia 1927, na pierwszej swojej sesji nagraniowej, nagrał go Blind Willie Johnson jako „Jesus Make Up My Dying Bed”.
- W tym samym roku nagrał go kwartet gospelowy Thankful Quartet.
- W październiku 1929 został nagrany przez Charleya Pattona, pod dziwnym tytułem „Jesus Is a Dying-Bed Maker”.
- 15 sierpnia 1933 nagrał go po raz pierwszy Josh White (pod pseudonimem „Singing Christian”) jako „Jesus Gonna Make Up My Dying Bed”.
- Dock Reed nagrał go w 1951.
- W 1955 został nagrany powtórnie w Nowym Jorku przez Josha White’a jako „Jesus Gonna Make Up My Dying Bed”.

## Wersje Boba Dylana
Robert Shelton w swoim tekście z okładki do albumu przypuszcza, że Dylan mógł posłużyć się zarówno wersją (wersjami) Josha White’a, jak i Docka Reeda. Jednak dokładne wsłuchanie się w grę i śpiew Dylana może skłonić do uznania za wzór wersji Blind Williego Johnsona. Dylan mógł się z nią zapoznać na wydanej w 1952 Anthology of American Folk Music Harry’ego Smitha (została ona wznowiona w 1997).
Niezależnie od tego jak było faktycznie, Josh White po wysłuchaniu wersji Dylana zaaprobował ją całkowicie mówiąc: Ten chłopak naprawdę wie co robi!
W tym okresie Dylan studiował muzykę bluesmana Roberta Johnsona oraz piosenkarza z Południa Richarda „Rabbita” Browna (który zyskał sławę w Nowym Orleanie). Echa techniki Johnsona można zauważyć w interpretacji tego utworu przez Dylana.
Muzyk zastosował tu dawny modalny styl strojenia, nie posługując się prawie progresją akordów, tylko użył techniki ślizgowej (ang. slide) wykorzystując w tym celu nakrętkę szminki do ust jego ówczesnej dziewczyny Suze Rotolo. Nadał utworowi dawne brzmienie, które różni się znacznie od wersji zarówno White’a, jak i Reeda. Również śpiew Dylana, mającego wtedy 21 lat, jest nośnikiem wysoce emocjonalnych treści, które zawiera ten utwór o śmierci.
Z tego co wiadomo do tej pory, Dylan nigdy nie wykonał tego utworu na żadnym znanym koncercie.

## Wersje innych wykonawców
- 24 lutego 1964 utwór został nagrany przez bluesmana „Mississippi” Freda McDowella i znalazł się na albumie My Home Is in the Delta
- W 1975 grupa Led Zeppelin nagrała tę kompozycję i umieściła na albumie Physical Graffiti
- W 1991 Lydia Lunch umieściła utwór na albumie Shotgun Wedding
- Zespół Pride and Glory również nagrał wersję tego utworu
- W 2003 Martin L. Gore zamieścił swoją interpretacje utworu na swoim solowym albumie Counterfeit²